# Eois relaxaria
Eois relaxaria är en fjärilsart som beskrevs av Pieter Cornelius Tobias Snellen 1874. Eois relaxaria ingår i släktet Eois och familjen mätare. Inga underarter finns listade i Catalogue of Life.